# لاکهید مارتین دسرت هاوک
لاکهید مارتین دسرت هاوک (به انگلیسی: Lockheed Martin Desert Hawk) یک هواگرد ساختِ کارخانهٔ لاکهید مارتین در کشور ایالات متحده آمریکا است. نخستین استفاده‌کنندهٔ این هواگرد نیروی زمینی بریتانیا بوده‌است.